# Haus „Die Schiffsmühle“

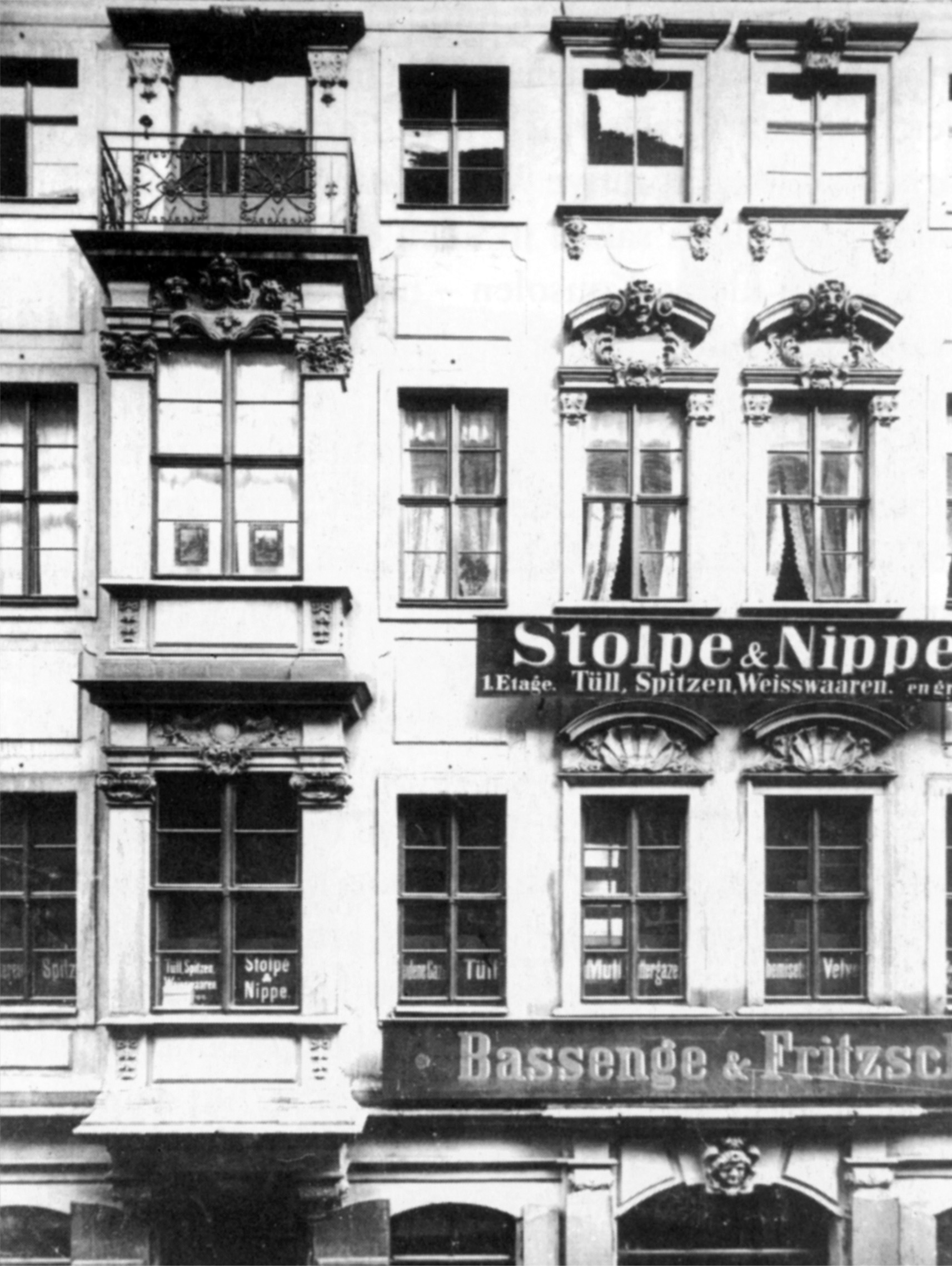
Dresden, Galeriestraße 14 (Schiffsmühle), 1900

Das Haus „Die Schiffsmühle“ war ein barockes Wohnhaus in der Galeriestraße 14 in Dresden. 1945 wurde das Gebäude zerstört.

## Beschreibung
Das Grundstück mit einem Vorgängerbau wurde am 10. Dezember 1708 von Johanna Dorothea Kanderbach, der Ehefrau des Königlichen Amtmanns George Hans Kanderbach, gekauft. Im Jahre 1710 wurde die „Schiffsmühle“ als viergeschossiges Wohnhaus durch Georg Haase erbaut. Die Fassade an der Galeriestraße war vier Achsen breit, während die Fassade zur Frauenstraße acht Achsen breit war. An der Fassade zur Frauenstraße befanden sich zwei zweigeschossige Erker, unter denen sich die beiden Haupteingänge des Hauses befanden. Die Dekoration war nach Vorbild des Hauses An der Frauenkirche 14 gestaltet.